# Eurojam

Logo de l’Eurojam 2014

L’Eurojam est un rassemblement scout européen organisé depuis 1984 par l’Union internationale des guides et scouts d'Europe, sur le modèle des Jamboree créés par Robert Baden-Powell.

## Histoire de l’Eurojam
Dès 1960, un premier rassemblement européen est organisé à Provins en France avec 400 participants allemands, français, belges et anglais, suivi en 1964 par celui de Marbourg, en Allemagne avec 800 participants Allemands et Français, et en 1968 de Kergonan, France avec 700 participants.
Le terme Eurojam est utilisé à partir des années 1980 pour désigner des rassemblements internationaux d'importance (plusieurs milliers de jeunes).
- Du 20 au 26 juillet 1984, le premier Eurojam rassemble 5 000 scouts et guides à Velles, dans l’Indre.

- Du 30 juillet au 7 août 1994, le second Eurojam se déroule dans le parc naturel du Latio, près de Viterbe en  Italie. À cette occasion, le pape Jean-Paul II reçoit les 7 500 participants dans la basilique Saint-Pierre de Rome[3].

- Du 2 au 11 août 2003, 8 500[4] scouts et guides se rassemblent à Zelazko, dans la commune d’Ogrodzieniec (plus précisément à Żelazko) à proximité de Czestochowa en Pologne sur le thème Duc in altum !, qui reprend les paroles de Jésus à Saint Pierre  : Avance au large (Lc 5, 4)[5].

- Du 3 au 11 août 2014, à Saint-Evroult-Notre-Dame-du-Bois en Basse-Normandie, France.

## Eurojam 2014

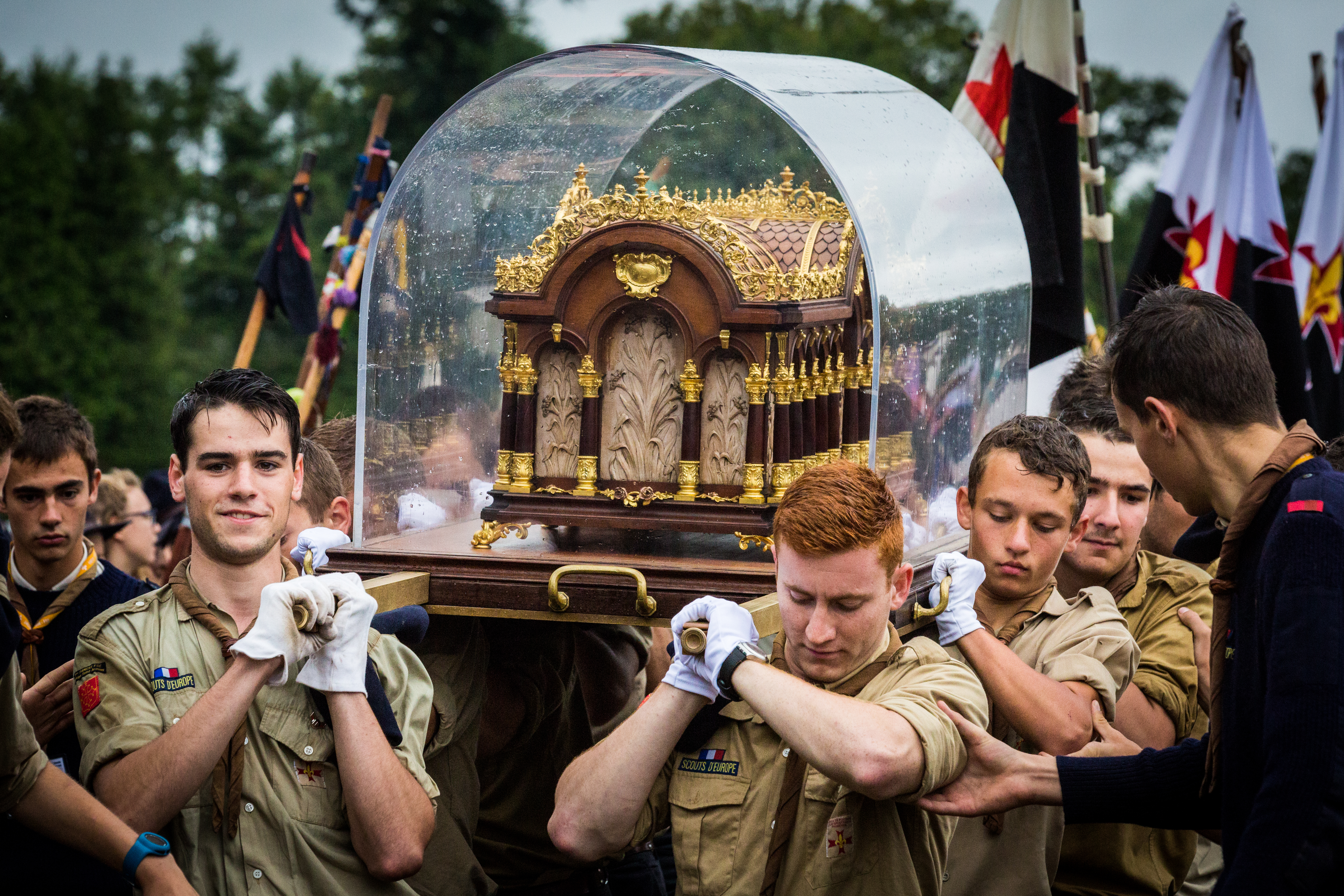
Procession des reliques de sainte Thérèse de Lisieux au cours de la cérémonie de clôture de l’Eurojam 2014.

L’Eurojam 2014 a rassemblé pendant 12 jours, 12 000 jeunes de 20 pays d'Europe, sous le patronage de Robert Schuman et de Sainte Thérèse de Lisieux à Saint-Evroult-Notre-Dame-du-Bois en Normandie,. Le thème du rassemblement était Venite et Videte (Venez et voyez). 
La cérémonie d'ouverture officielle du camp s'est déroulée le 3 août 2014 avec une messe présidée par Mgr Cyril Vasil' ancien conseiller religieux fédéral de l'UIGSE et secrétaire de la congrégation pour les Églises orientales. Au cours de la messe un message envoyé par le pape François pour l'occasion est lu ,.
Un camp des chefs est organisé du 1er au 4 mai 2014 permettant de découvrir le terrain en amont et de préparer les jumelages avec les chefs des autres pays
Une journée de pèlerinage a vu les jeunes se rendre à la basilique de Lisieux sur le thème « Venite et reconciliate » ou il leur était proposé une adoration eucharistique et des confessions.